# Vol Kuwait Airways 422
 (avril 2018).
Si vous disposez d'ouvrages ou d'articles de référence ou si vous connaissez des sites web de qualité traitant du thème abordé ici, merci de compléter l'article en donnant les références utiles à sa vérifiabilité et en les liant à la section « Notes et références ».
Le vol Kuwait Airways 422 était le vol d'un Boeing 747 de la compagnie aérienne koweïtienne Kuwait Airways en provenance de Bangkok (Thaïlande) et à destination du Koweït, le 5 avril 1988.
Le vol a été détourné par plusieurs guérilleros libanais, soupçonné d'appartenir au Hezbollah, qui ont demandé la libération de 17 prisonniers chiites détenus par le Koweït pour leur rôle dans les attentats à la bombe de 1983 au Koweït (en).